# Vitamine B5
La vitamine B5, correspondant à l’acide pantothénique, est une vitamine hydrosoluble de la famille des vitamines B. C'est un précurseur métabolique de la coenzyme A, essentielle à la synthèse et au métabolisme des protéines, des glucides et des lipides.

## Occurrence naturelle
La racine étymologique provient de πάντοθεν (pántothen) qui, en grec, signifie « partout » : cette vitamine se trouve en effet dans presque tous les aliments. Cependant, on la trouve en proportions particulièrement concentrées dans les germes, les céréales complètes et dans les variétés d'ortie piquante. La gelée royale est l'un des produits naturels connus les plus riches en vitamine B5.

## Structure chimique
L'acide pantothénique est constitué d'une molécule d'acide pantoïque et d'une molécule de β-alanine, liées par une fonction amide.

## Rôle biologique
Précurseur et constituant du coenzyme A, la vitamine B5 favorise la croissance et la résistance de la peau et des muqueuses. Elle est nécessaire au métabolisme des glucides, lipides et protéines et participe à la synthèse de certaines hormones. L'acide pantothénique est détruit par la chaleur en solution aqueuse.
Les besoins du corps humain sont estimés à 5 mg par jour à partir de 16 ans, à 2 mg chez les nourrissons et à 7 mg pour les allaitantes mais généralement seule une sous-alimentation peut entraîner une réelle carence.

## Sources de vitamine B5
D’après la table Ciqual de l’Anses, les aliments les plus riches en vitamine B5 sont rassemblés dans la table ci-dessous, par ordre décroissant.

## Utilisation
Ses propriétés, hydratantes, sont utilisées en cosmétologie capillaire car la B5 accroît l'élasticité des cheveux et contribue à contrer leur chute. 

## Recherches en cours
Sont à l'étude les supposées vertus anti-obésité de la vitamine B5, liées à la stimulation de l'action de la coenzyme A dans le métabolisme des graisses, coenzyme dont elle est le précurseur. Elle est aussi utilisée pour soigner l'acné, à des doses environ de 4 000 mg par jour.